# Mycalesis lugens
Mycalesis lugens är en fjärilsart som beskrevs av Butler 1875. Mycalesis lugens ingår i släktet Mycalesis och familjen praktfjärilar. Inga underarter finns listade i Catalogue of Life.